# Nicolas Šumský
Nicolas Šumský (ur. 13 listopada 1993 w Hradcu Králové) – czeski piłkarz grający na pozycji pomocnika w FC Vysočina Igława.

## Kariera klubowa
Na początku zaczynał w argentyńskich klubach River Plate i Argentinos Juniors do lat 20. Nie zagrał tam jednak żadnego meczu, a w 2011 podpisał kontrakt z Bohemians 1905.